# 郑东车辆段

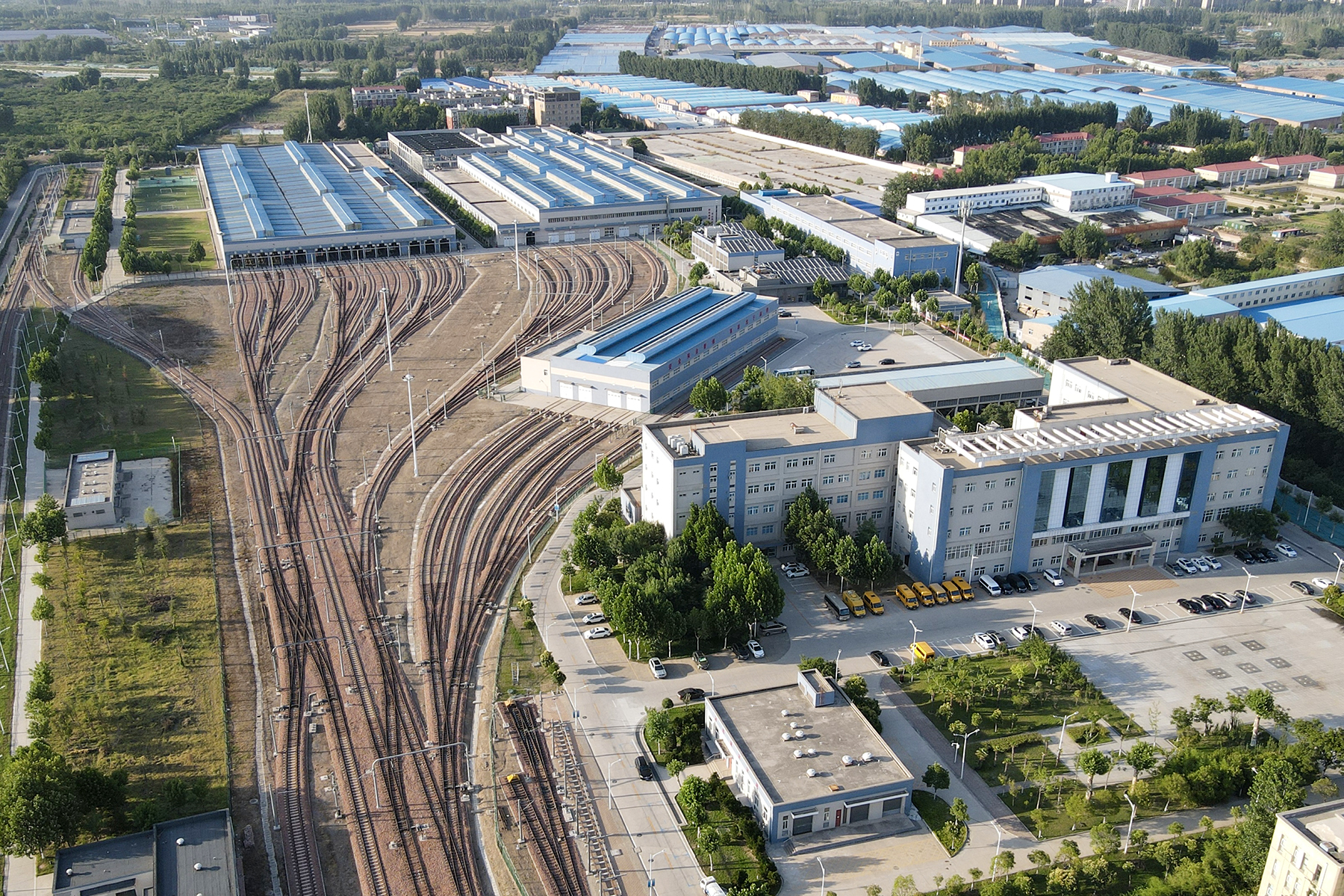
郑东车辆段

郑东车辆段位于河南省郑州市郑东新区京港澳高速公路郑州新区收费站东北侧，为郑州地铁1号线的两个车辆基地之一，目前承担1号线列车的停车、列检、定修、临修等任务。按最初规划，该车辆段将是1、2、3号线的地铁车辆维修站区，按设计郑东车辆段远期能停放列车38列，充分满足3条线路车辆的需要。惟3号线已改为采用A型地铁列车，将不会使用该车辆段进行列车维修保养。

## 简介
郑东车辆段于2011年8月开工建设。2012年8月31日，郑东车辆段具备接受首列地铁条件。
车辆段及综合基地南北长1350米，东西宽217~323米，占地面积约34.865万平米。主要工程与设施有土方开挖与土方换填、运用库结构施工、洗车机库、污水处理站、牵引降压混合变电所、综合楼、调机工程车库、乘务员公寓、检修厂房、换热站、旋轮库等。